# Aldeia

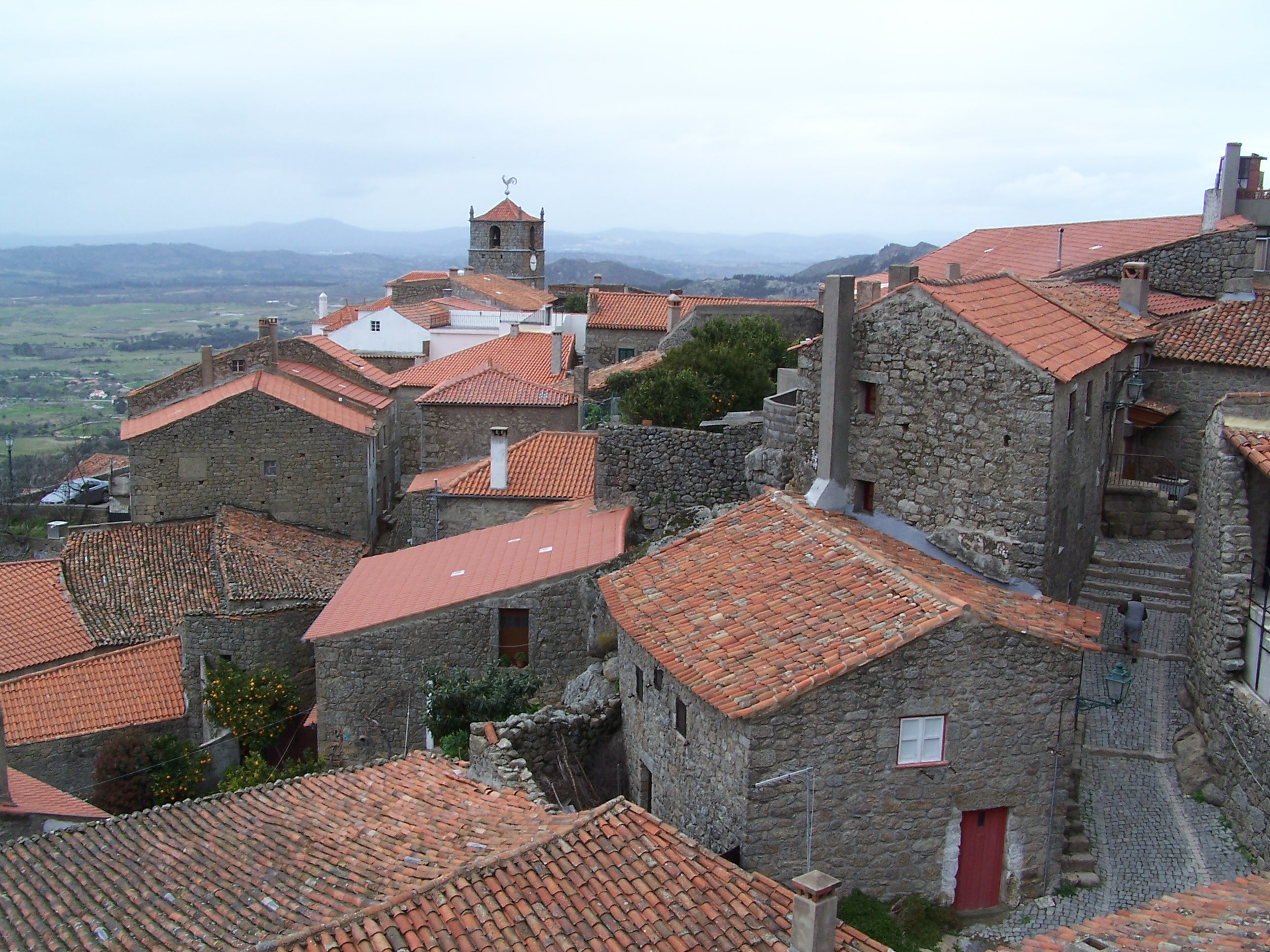
Aldeia de Monsanto, Idanha-a-Nova, Portugal

Aldeia (do árabe الضيعة; romaniz.: ad-Dai'hâ) é uma povoação, normalmente rural, com poucos habitantes, isto é, um aglomerado populacional de categoria inferior à vila, podendo dispor de autonomia administrativa. Uma aldeia pode ser composta por vários lugares.[carece de fontes?]

## Portugal
Desde 2013, a Associação de Desenvolvimento Rural Integrado das Terras de Santa Maria (ADRITEM) tem levado a cabo em Portugal o projecto "Há Festa na Aldeia", no âmbito do desenvolvimento do território, destinado ao desenvolvimento rural dessas localidades, visando a integração e a promoção do seu património material e imaterial. O projecto destina-se a povoações classificadas como "Aldeia de Portugal", e consiste em dois dias de animação com entrada livre, com o objetivo de envolver os habitantes da povoação na dinamização do seu território, e divulgar os costumes tradicionais da região a eventuais visitantes, precedida por vários encontros e workshops com a comunidade das povoações. As povoações envolvidas neste projecto incluem Ul, em Oliveira de Azeméis, Vilarinho de São Roque, em Albergaria-a-Velha, e Figueira, em Penafiel.
Em 2016, a aldeia de Monsanto foi escolhida pela revista eletrónica Business Insider como uma das quinze mais belas aldeias do mundo.
Em 2017, 49 aldeias foram seleccionadas entre um total de 322, para participarem ao concurso Sete Maravilhas de Portugal, na modalidade "Aldeias".

## Brasil
No Brasil, o termo "aldeia" é usado sobretudo para denominar povoações indígenas. E "vila" algumas vezes é o termo que se usa para povoados pequenos mas, originalmente, seriam aldeias não-indígenas, pois estas ainda não contariam com algum poder político ou algum poder em sua economia, o que define na forma da ciência política a "Vila".